# Relhaniaspis acuminata
Relhaniaspis acuminata är en insektsart som beskrevs av Abraham Munting 1970. Relhaniaspis acuminata ingår i släktet Relhaniaspis och familjen pansarsköldlöss. Inga underarter finns listade i Catalogue of Life.